# Берлин (бронепалубен крайцер, 1903)
Берлин (на немски: SMS Berlin) е бронепалубен крайцер на Императорските военноморски сили от типа „Бремен“, трети кораб в проекта от седем крайцера. Построен е от фирмата Kaiserliche Werft в град Данциг и носи името на столицата на Германия, град Берлин. Корпусът е заложен през 1902 г., спуснат е на вода през септември 1903 г. През април 1905 г. влиза в състава на Флота на откритото море. В течение на 40-годишната си служба се намира в състава на Кайзерлихе Марине, Райхсмарине и Кригсмарине. Крайцерът е въоръжен с главна батарея от десет 105 мм оръдия и два 45-мм торпедни апарата. Може да развива скорост от 22 възела (41 км/ч).
„Берлин“ до 1911 г. служи в състава на разузнавателните сили на Флота на откритото море, след което е изпратен за носене на службав чужбина. На следващата година се връща към разузнавателната служба на която провежда първите две години от Първата световна война. През 1916 г. е преоборудван на минен заградител, а през 1917 г. разоръжен.
„Берлин“ става един от шестте крайцера, които Германия запазва съгласно условията на Версайския договор. Крайцерът носи служба в състава на Райхсмарине през 1920-те години в ролята на учебен кораб. През 1929 г. корабът е снет от активна служба и по-късно се използва в ролята на плаваща казарма на Кригсмарине. В тази си роля корабът прекарва цялата Втора световна война. След нейния край, корабът е натоварен с химически оръжия и е потопен в пролива Скагерак.

## Конструкция
Строителството на „Берлин“ започва въз основа на договор „Ersatz Zieten“, корпусът е заложен в имперската корабостроителница в гр. Данциг през 1902, спуснат на вода на 22 септември 1903 г., след което започват работите по дострояването на кораба. На 4 април 1905 г. корабът влиза в състава на Хохзеефлоте. Корабът има 111,1 м дължина, 13,3 м ширина, има газене от 5,28 м, водоизместимост от 3792 т при пълно бойно натоварване. Двигателната установка се състои от две парни машини Компаунд с тройно разширение, с индикаторна мощност от 10 хил. к.с. (7500 кВт), корабът развива скорост от 22 възела (41 км/ч). Парата за машините се образува в десет въглищни водотръбни парни котела „военноморски“ тип. Крайцерът може да носи 860 тона въглища, което осигурява далечина на плаване от 4270 морски мили (7910 км) на скорост от 12 възела (19 км/ч). Екипажът на крайцера се състои от 14 офицера и 274 – 287 матроса.
Въоръжението на крайцера се състои от десет оръдия 105 mm SK L/40 в единични установки. Две от тях са разположени едно до друго отпред на бака, шест са в средната част на съда, три са всяка страна и два са едно до друго на кърмата. Оръдията имат прицелна далечина на стрелбата от 12 200 m. Общият им боекомплект е 1500 изстрела (150 снаряда на ствол). Също корабът носи два 450-mm торпедни апарати с общ боезапас пет торпеда. Апаратите са поставени в корпуса на съда по бордовете под водата. През 1915 г. „Берлин“ е преустроен и може да носи 80 мини. Корабът е защитен от бронирана палуба с дебелина до 80 mm. Дебелината на стените на рубката е 100 mm, оръдията са защитени от тънки щитове с дебелина 50 mm.

## История на службата
След въвеждането си в строй „Берлин“ влиза в състава на разузнавателните сили на Флота на Откритото море. През 1911 г. крайцерът е изпратен за носене на службата в отвъд морските бази. На следващата година корабът, в Германия, отново се присъединява към разузнавателната ескадра крайцери. През октомври 1913 г. крайцерът отплава от Германия за Веракрус (от 1915 г.), за да смени крайцерът „Херта“ (SMS Hertha) в Карибско море. През 1915 г. крайцерът е модернизиран, на него е поставено оборудване за превоз на 80 мини. През май 1916 г. той се намира в сух док и за това не взема участие в Ютландското морско сражение от края на месеца. През октомври 1916 г. „Берлин“ е атакуван от британската подводница HMS E38, но нейните торпеда пропускат целта. Към края на войната крайцерът е разоръжен и впоследствие се използва като кораб на бреговата отбрана, тази роля той изпълнява до края на войната през 1918 г..
„Берлин“ става един от шестте крайцера, които Германия си запазва съгласно условията на Версайския мирен договор. През 1922 г. крайцерът започва своята служба в новосъздадената Райхсмарине в ролята на учебен кораб. През същата година на крайцера получата назначение бъдещият адмирал Вилхелм Канарис и плава с него до Норвегия през 1923 г. През януари 1924 г. „Берлин“ извършва разширено отвъдморско плаване, ставай първият германски кораб излязъл на плаване в чужбина след края на Първата световна война. В това плаване участва и кадетът Райнхард Хайдрих. През 1928 г. „Берлин“ извършва околосветско пътешествие, със спирка във Фримантъл (Австралия). През 1929 г. корабът е снет от служба. През 1935 г. „Берлин“ се използва от Кригсмарине в ролята на плаваща казарма в Кил. В тази роля корабът изкарва цялата Втора световна война. След нейният край, корабът е натоварен с химическо оръжие и на 31 май 1947 г. е потопен в пролива Скагерак.

## Коментари
1. ↑  Префиксът „SMS“ е от на немски: Seiner Majestat Schiff (Кораб на Негово Величество).
2. ↑  Германските кораби при началото на тяхното строителство получават временни имена. За новите кораби се избират букви. Тези кораби, които трябва да заменят стари или загубени кораби получават приставката „Ерзац“ пред името на заменяемия кораб.
3. ↑  Съгласно номенклатурата на артилерията на флота на Германската империя „SK“ (Schnelladekanone) означава „скорострелно оръдие“, а L/40 означава сравнителната дължина на оръдието в калибри. В дадения случай L/40 означава, че дължината на оръдието съставлява 40 негови калибра (105 × 40).
4. ↑  Съгласно раздел 2: Военноморски въпроси, член 181 на „Райхсвера“ е разрешено да си остави шест леки крайцера на активна служба по всяко време. Законът за организация на Райхсвера, от 1 януари 1921 г., позволява на флота да държи в резерв още два кораба.